# 何庭流

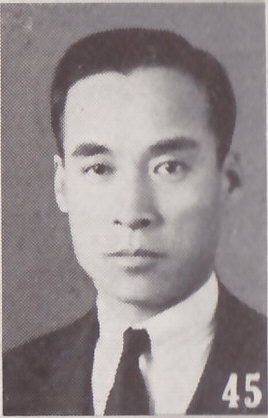
《最新支那要人传》中的何庭流照片

何庭流（1895年—？），中华民国政治人物。

## 生平
陕西乾县人。早年赴日本留学。1926年回国，入吴佩孚幕任外交科长。后任天津市政府秘书，河北省政府秘书，天津市政府总务厅厅长，冀察政务委员会参议，北京市政府顾问。期间曾参与暗杀于学忠，被于挫败。华北事变后，投降日本，1937年任“北京地方维持会”委员，北京警察局顾问。从1938年起，任“华北临时政府行政委员会”参事、“日华经济协议会”专门委员、“东亚文化协议会”常任理事等。1940年3月，参加汪精卫国民政府，任农矿部常务次长。1941年8月，任全国经济委员会委员、宪政实施委员会委员。1942年5月，任湖北省政府委员兼教育厅厅长。其后生平不详。